# Krpasti osasti pajek
Krpasti osasti pajek (znanstveno ime Argiope lobata) je vrsta pajkov križevcev, ki je razširjena po celi Afriki do južne Evrope in po delih zahodne Azije.

## Opis
Samec krpastega osastega pajka ima telesno dolžino okoli 6 mm, samica pa je mnogo večja in lahko doseže dolžino do 25 mm. Zadek samic je srebrne barve in ima na hrbtnem delu posejane črne in rdeče pike. Rob Zadka je krpasto oblikovan, po čemer je vrsta dobila slovensko ime. Ta vrsta plete velike mreže, ki jih okrasi z značilnim vertikalnim cikcakastim stabilimentom.